# Pro-cathédrale Sainte-Marie de Bastia
Cette ancienne cathédrale n’est pas la seule cathédrale Sainte-Marie.
La pro-cathédrale Sainte Marie de Bastia est une ancienne cathédrale catholique romaine située à Bastia dans le département de la Haute-Corse. Elle a été le siège du diocèse de Mariana et Accia entre 1570 et 1802, date de sa suppression et de son rattachement au diocèse d'Ajaccio.
Elle est appelée en corse Santa Maria ou Santa Marì.
La cathédrale est considérée comme la plus prestigieuse de Corse : c'est ici que s'effectuait la passation de pouvoirs entre le gouverneur sortant et le nouveau. Le premier présentait à son successeur les clefs et le sceptre du Royaume de Corse, posés sur un plateau d'argent.
Dans le chœur deux trônes se faisaient face : d'un côté siégeait l'évêque, de l'autre le gouverneur.
Après une inscription en 1929, Sainte-Marie a fait l’objet d’un classement au titre des monuments historiques depuis le 3 février 2000.

## Origine
À l'époque génoise, la ville de Bastia est partagée en deux paroisses : la ville haute, Terra Nova, dépend de l'église Sainte-Marie-de-l'Assomption. La ville basse, Terra Vechja, dépend de l'église Saint-Jean-Baptiste.

### L'église primitive: Santa Maria della Consolazione, ou Santa Maria l'Arrimbata
L'édification d'une église à la Citadelle se confond avec l'histoire de la ville. En 1380 le gouverneur génois Leonello Lomellini fait construire un nouveau château-fort, situé sur un promontoire surplombant une anse naturelle afin de sécuriser le débarquement des navires. Ce château est appelé la Bastia. La fortification rend le lieu plus sûr et permet son développement. Les premières maisons particulières près de ce château sont érigées à partir de 1476. Les premières murailles en 1481.
En 1488 on décide d'y construire une église paroissiale. Les travaux débutent en 1489. L'église est appelée Santa Maria della Consolazione ou Santa Maria del Soccorso. Elle prenait appui sur un rocher, d'où son autre nom : Santa Maria l'Arrimbata ("l'adossée").
En 1496 l'édifice n'est pas encore achevé, mais l'évêque de Mariana, Mgr de Fornari souhaite en faire sa résidence, c'est-à-dire son église cathédrale. Dès lors, les évêques qui lui ont succédé ont toujours préféré habiter Bastia plutôt que le village de Viscuvatu.
En 1510 les travaux sont considérés comme totalement achevés.
Mais le XVIe siècle est marqué par les guerres avec la France, qui a envahi l'île de 1553 à 1559. Bastia a été en partie assiégée et incendiée. En 1563 on apprend que l'édifice "menace ruine".
Toujours en 1563, le petit évêché d'Accia est rattaché à celui de Mariana. Le diocèse portera le nom de "évêché de Mariana et d'Accia".
En 1570 le pape nomme monseigneur Centurione à la tête de l'évêché. Il n'arrive en Corse qu'au mois de mai 1571, recevant un accueil triomphal (d'après le chroniqueur Anton Pietro Filippini).

### La construction de l'église actuelle
En 1604 on prévoit de démolir l'église Santa Maria della Consolazione pour en construire une plus grande. Les travaux dureront quinze ans.
Une inscription lapidaire scellée dans le mur extérieur, côté nord (rue de l'Évêché) indique que la première pierre a été posée en 1604, par l'évêque monseigneur del Pozzo.

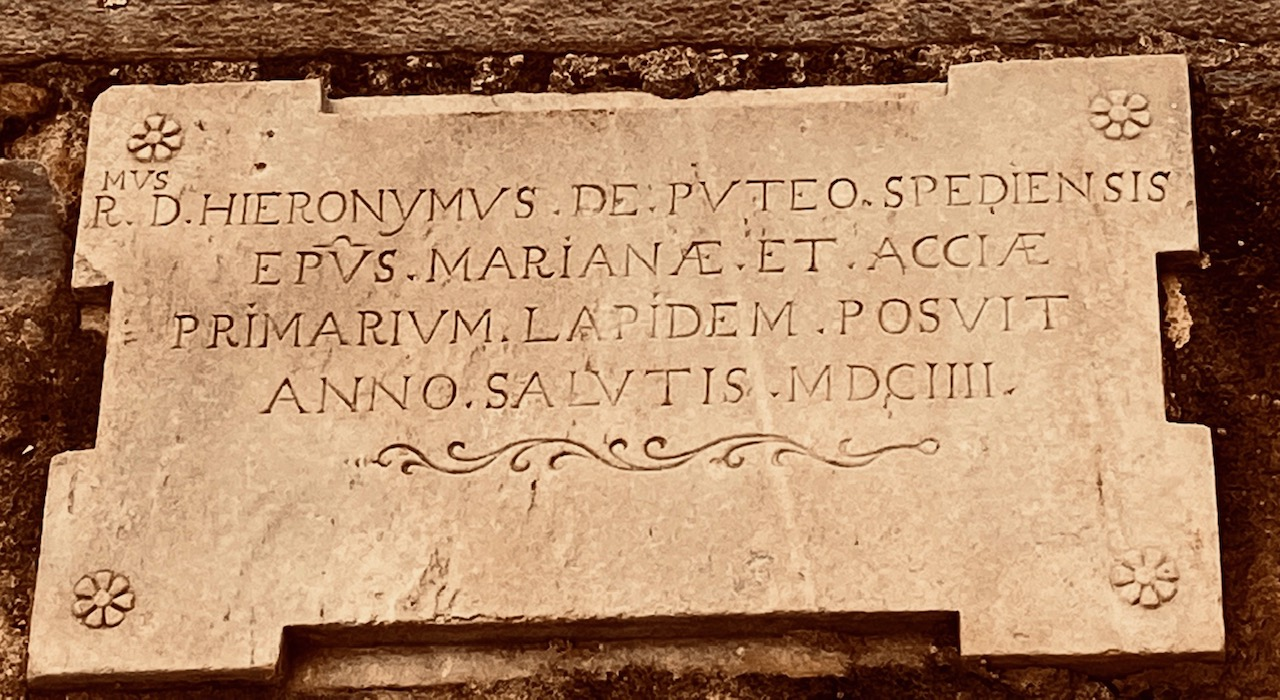
Inscription lapidaire sur le mur extérieur nord.

La construction de la nouvelle cathédrale connaît bien des vicissitudes. En 1611 les voûtes des trois nefs s'effondrent, et menacent d'entraîner la ruine de tout le bâtiment. C'est grâce à un important legs que les travaux sont achevés. Giovanni Pasquale Corso, riche capitaine de marine qui a fait fortune dans le commerce des épices entre l'Amérique et l'Espagne meurt à Séville en 1612. Il laisse un legs pieux qui financera le chantier de Sainte-Marie.
En 1619 les travaux de gros œuvre sont achevés. Une grande inscription commémorative est scellée au-dessus de la porte d'entrée. Elle sera ensuite déposée pour être installée à l'intérieur, en revers de la façade, à droite.

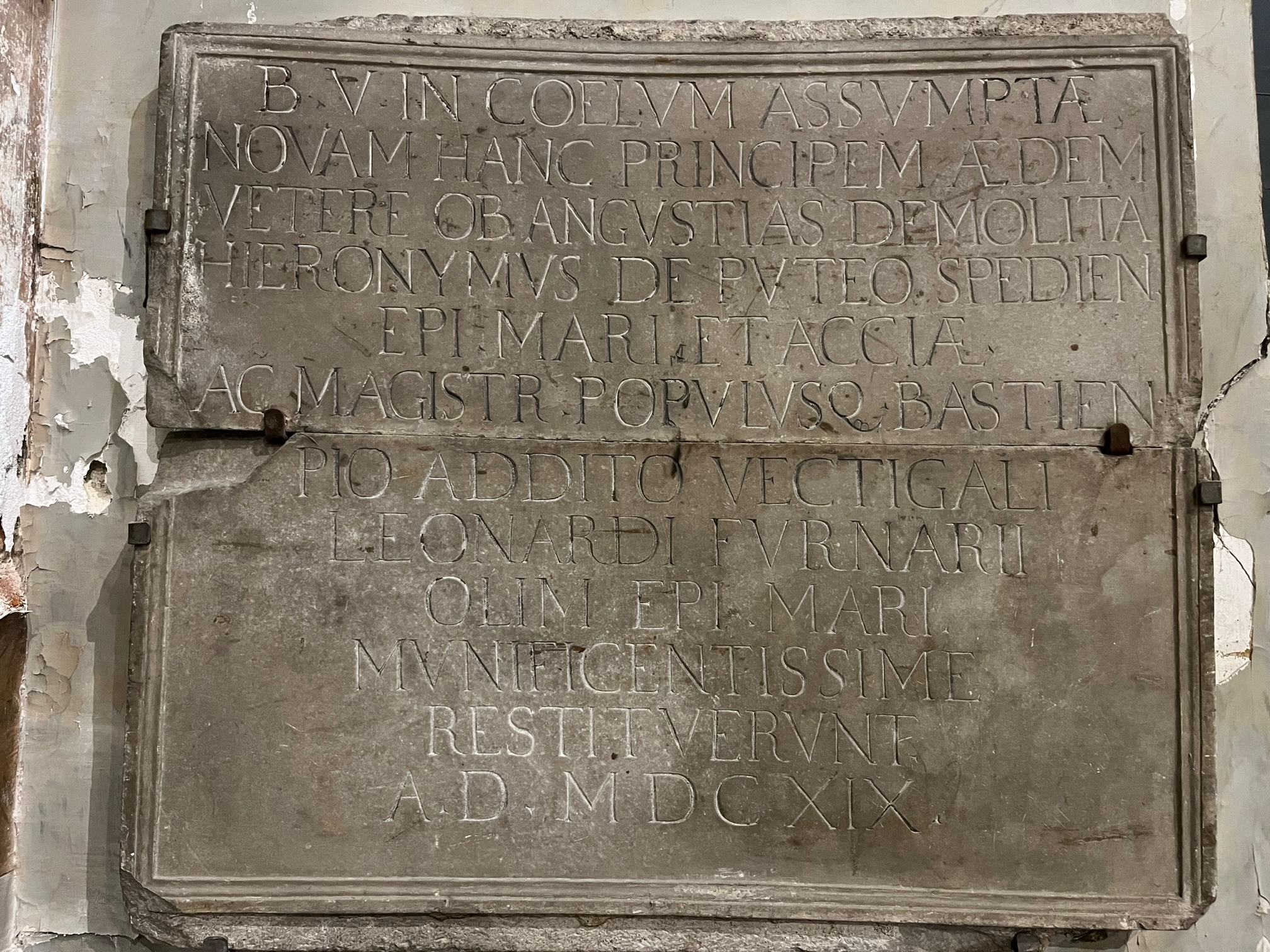
La plaque relatant la fin des travaux en 1619.

Le 17 juillet 1625, l'église est totalement achevée et consacrée par monseigneur Giulio del Pozzo, neveu de Geronimo del Pozzo, son prédécesseur.
A la fin des travaux de gros œuvre, les chapelles latérales sont progressivement aménagées.
En 1666 on aménage le parvis, sous le règne du gouverneur Giorgio Zoagli.
Le campanile, de 38 mètres de hauteur, a été construit en 1620.

## Architecture

### La façade
La façade a été entièrement remaniée à plusieurs reprises. La première façade, réalisée de 1604 à 1619, n'avait rien à voir avec l'actuelle. On la connaît grâce à un dessin conservé dans les archives de Gênes. Elle était de style baroque. Elle a gardé son ancienne structure, à deux niveaux surmontés de trois frontons.
Elle a été remaniée une première fois au XVIIIe siècle. On supprime alors les volutes latérales, on ajoute des frontons triangulaire et des niches à statues.
Elle a bénéficié de deux restaurations, en 1937 et 1998.

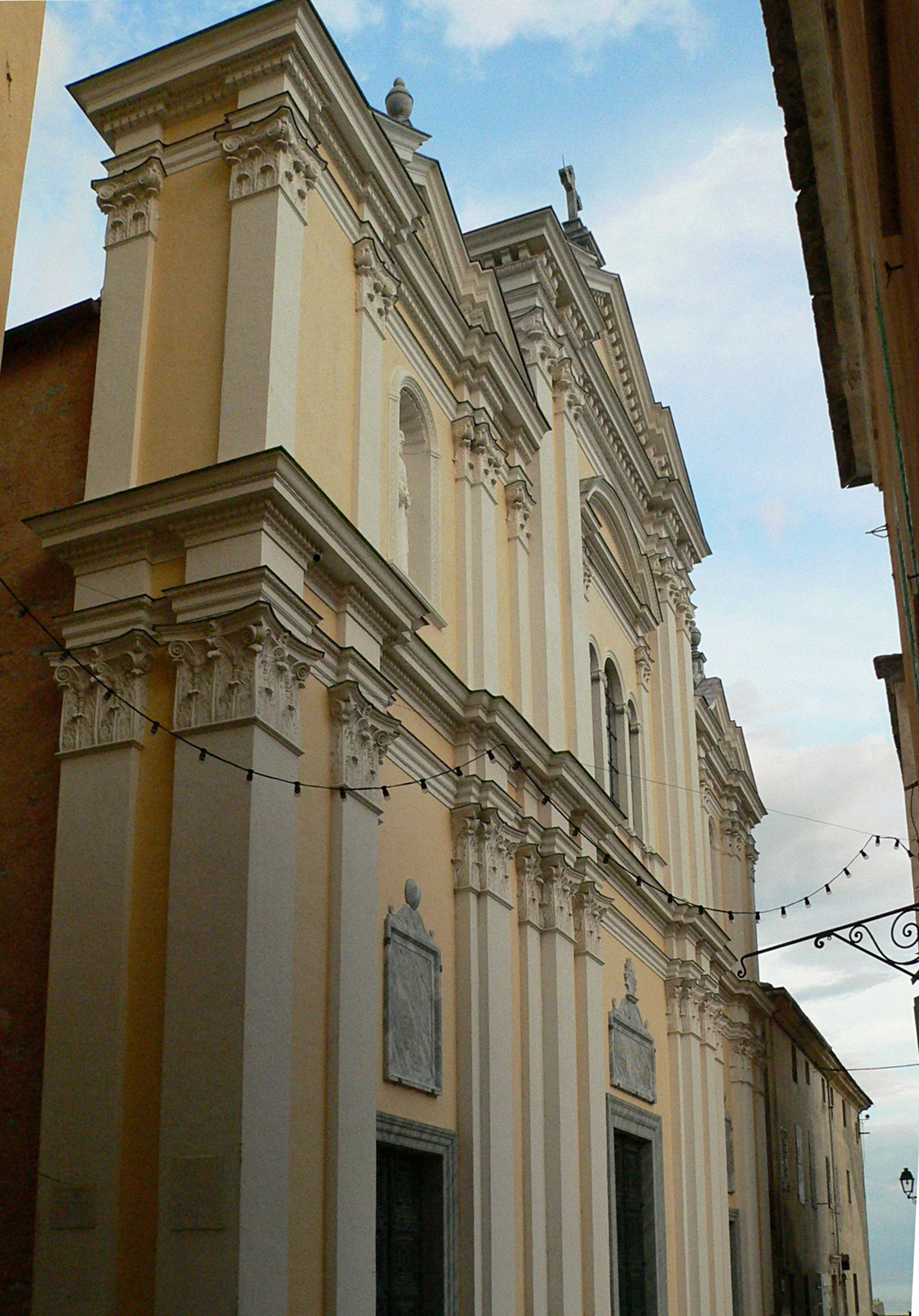
La façade principale de la cathédrale Santa Maria Assunta.

### Le plan
La cathédrale Sainte-Marie reprend le plan de l'ancienne cathédrale du diocèse, La Canonica de Lucciana. Elle est composée de trois nefs juxtaposées avec une abside semi-circulaire.
Sa longueur est de 44,70 m, sa largeur de 23,35 m et sa hauteur de 17,10 m. Les trois nefs de l'église sont richement décorées d'or et de marbre dans le style baroque.
La nef centrale est large de 8,31 mètres de long. Elle est surmontée d'une voûte en berceau.
Il y a quatre travées, structurées par des enfilades de piliers cruciformes. Les nefs latérales sont plus étroites.

L'église Sainte-Marie a été construite pour être une cathédrale. Le chœur est profond. Il est destiné à être aménagé pour l'installation de stalles et d'un trône pour l'évêque. De plus, il s'agit de l'église principale de la capitale historique de la Corse. Il était donc prévu une place pour le trône du gouverneur. Elle est donc particulièrement spacieuse.

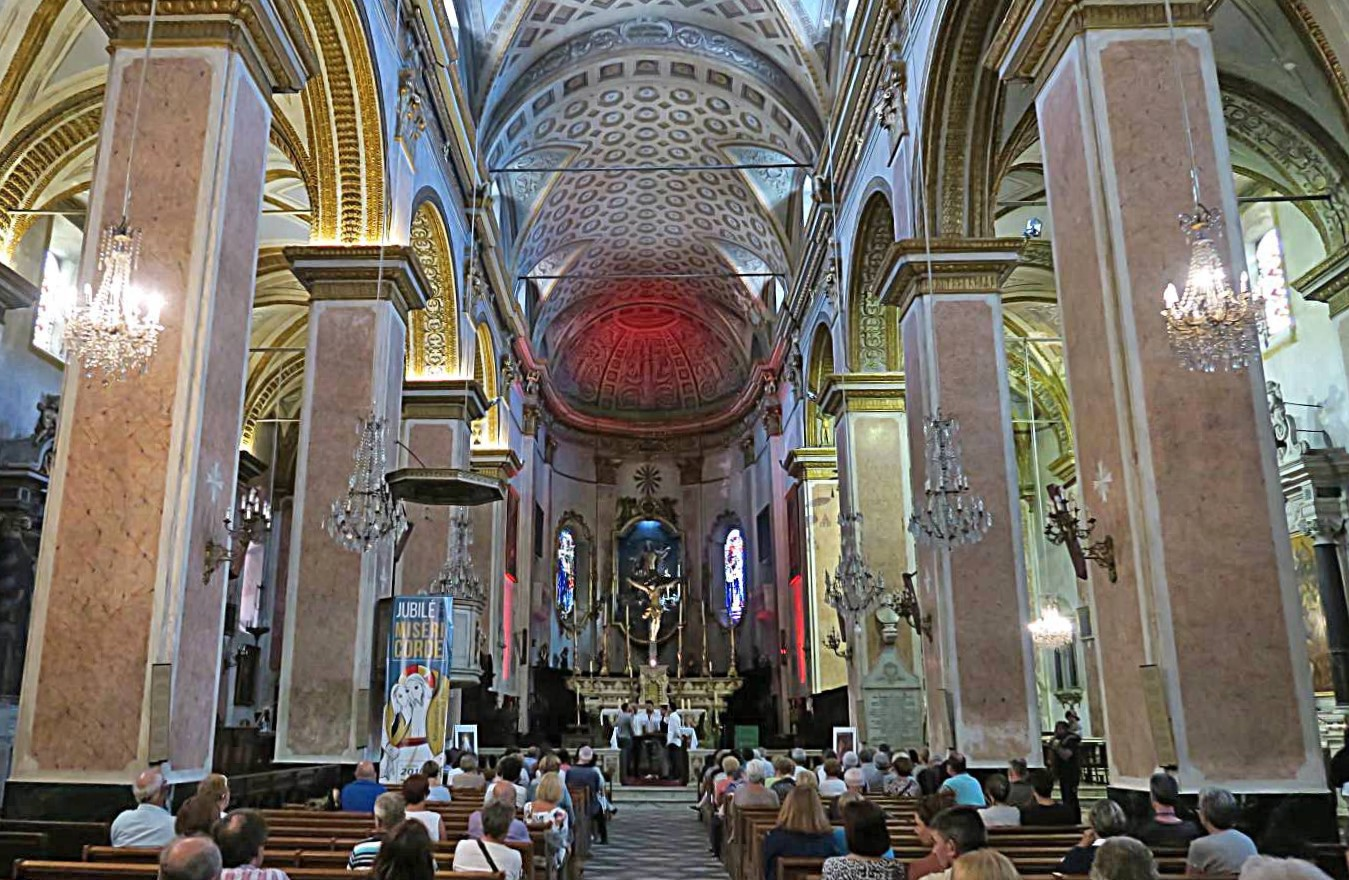
Le riche décor baroque de la cathédrale Santa Maria.

## Décor intérieur

### Le pavement

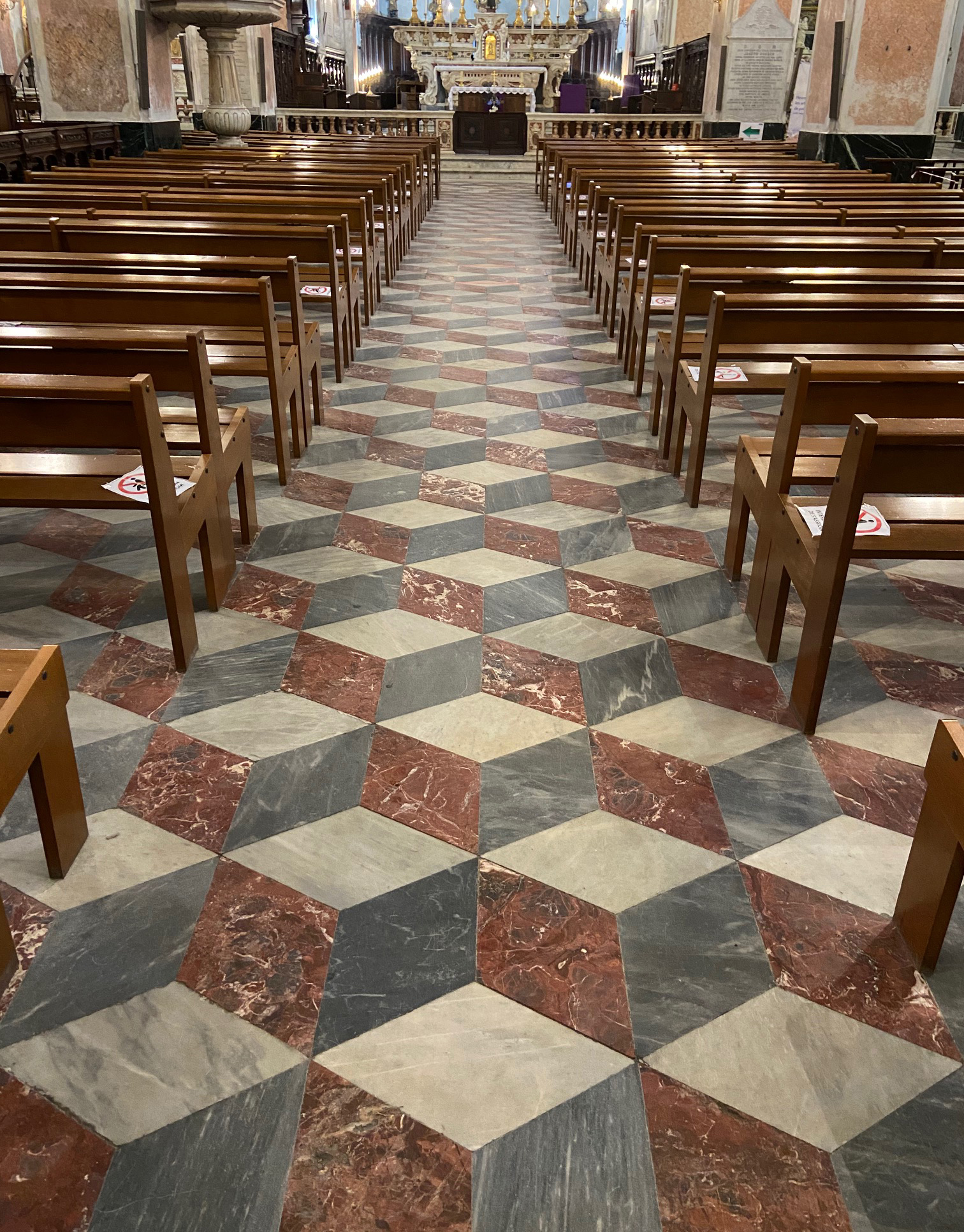
Le pavement.

Le pavement d'origine était en dalles de cipolin de Brandu. Il a été entièrement changé au XIXe siècle. Les anciennes dalles ont été rachetées par l'église saint-Joseph.
À la suite d'une épidémie de choléra qui aurait épargné la ville en 1866, les paroissiens ont organisé des prières publiques et fait le vœu d'embellir la cathédrale. Une souscription publique fut lancée pour financer les travaux. C'est l'architecte bastiais Paul-Augustin Viale qui en est chargé. Trois types de marbre sont utilisés : le blanc de Carrara, le gris-bleu de Corte et le rouge de Levanto. On fait également plaquer du marbre vert du Bevincu sur le soubassement des piliers.
Une grande dalle de marbre blanc portant une inscription latine est scellée dans le sol en souvenir des faits.

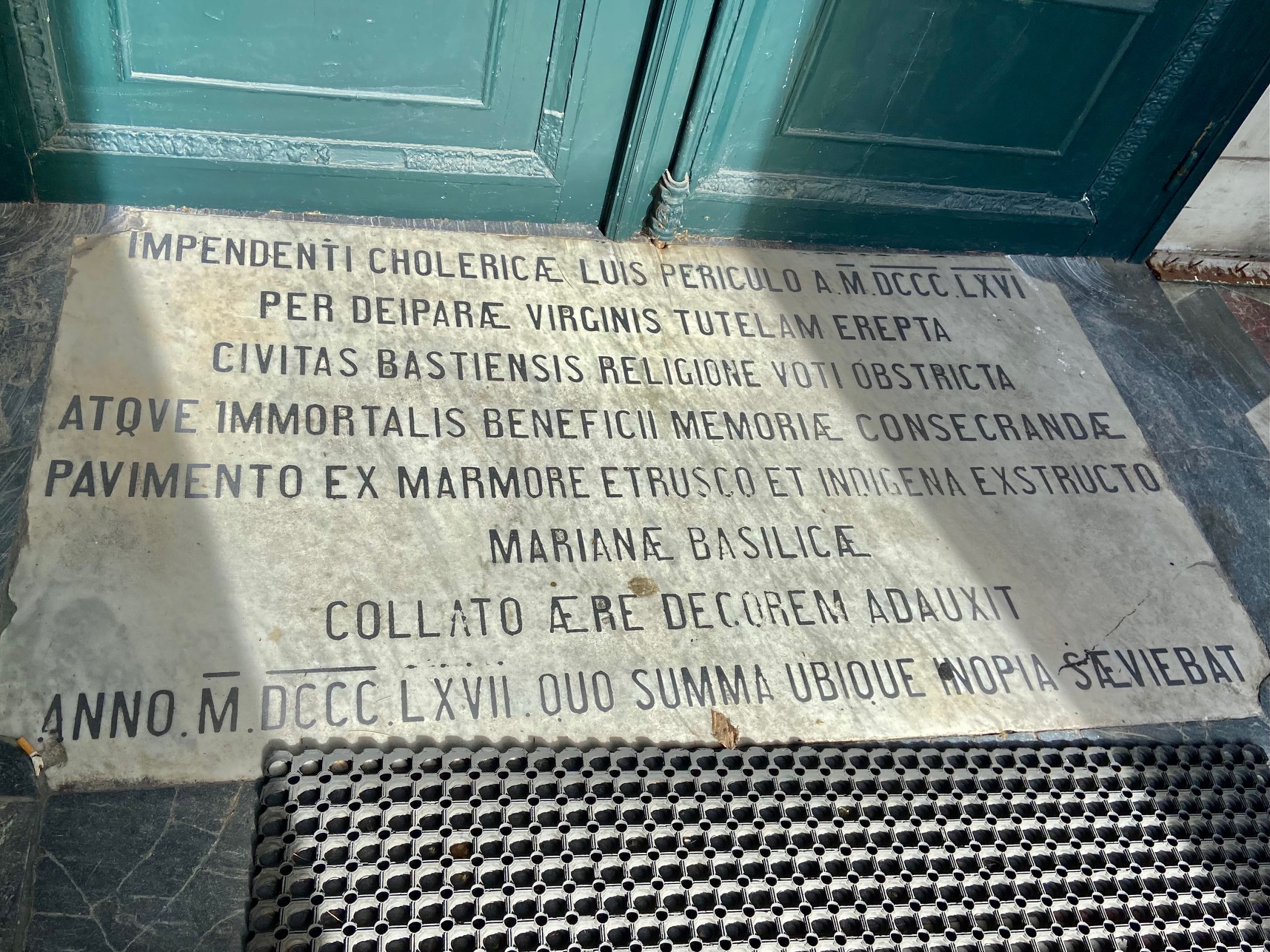
La dalle de marbre à l'entrée.

### Les stucs
Les reliefs de stucs dorés des chapiteaux, des frises et des corniches ont été réalisés en 1621 par le maestro Francesco Marengo, originaire de La Spezia. On lui doit aussi le décor de l'oratoire Saint-Roch.

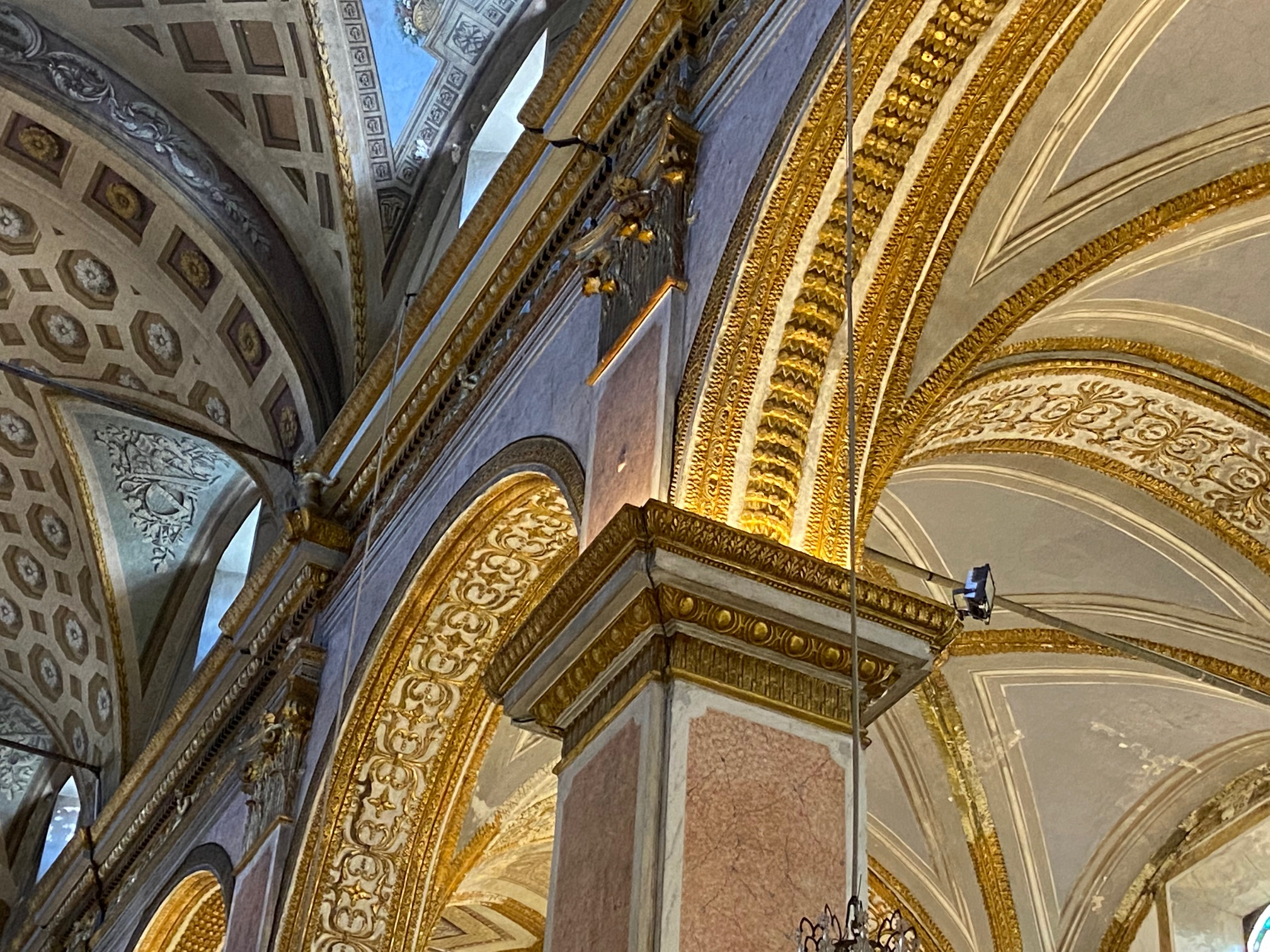
Le décor de stucs dorés.

### Le décor de la voûte
Les peintures actuelles recouvrent un décor plus ancien. Le décor visible actuellement est l'œuvre d'une équipe de peintres toscans : Carlo Tuticci pour les ornements en trompe-l'œil et Geronimo Sari pour le grand médaillon central. Il a été terminé en 1835.

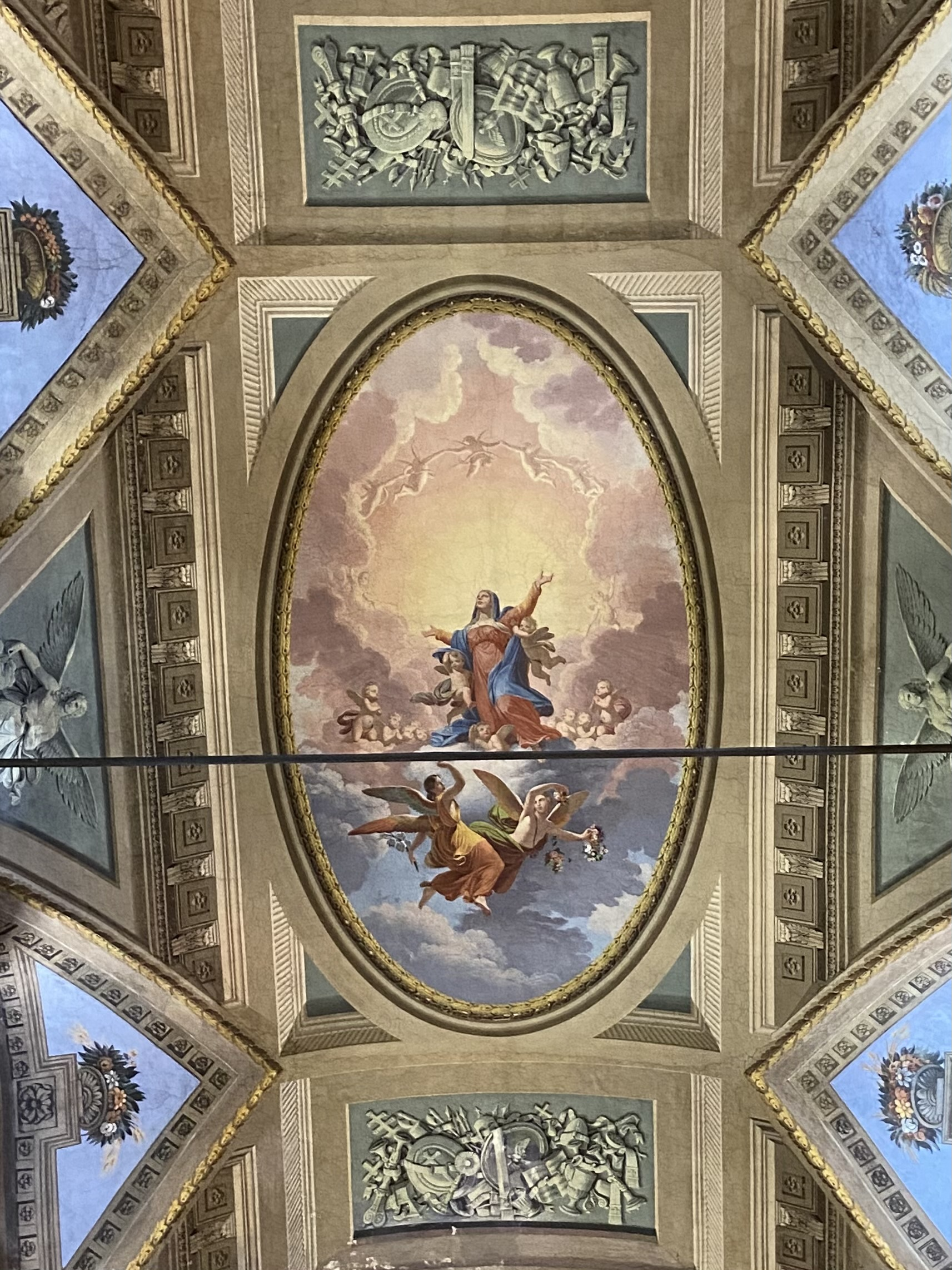
Le décor de la voûte.

### Les chapeaux d'évêques
De part et d'autre de l'avant-chœur, on peut voir sept chapeaux d'évêques accrochés en hauteur. Ils rappellent les sept évêques qui sont décédés à Bastia au cours de leur épiscopat et qui sont ensevelis dans la crypte de la cathédrale.

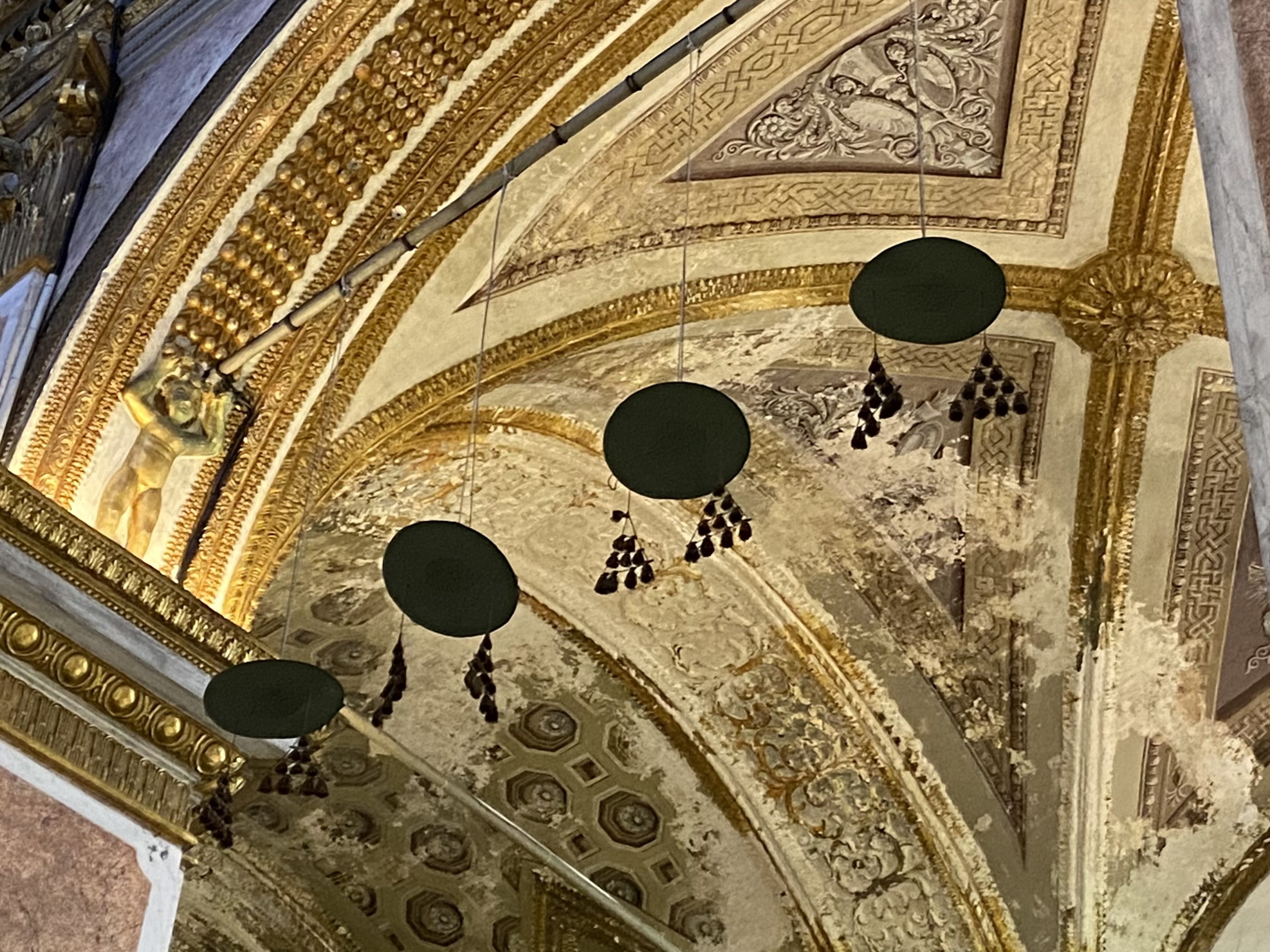
Quatre des sept chapeaux d'évêques.

### La Vierge d'argent
Du côté droit se trouve un autel dédié à la Vierge de l'Assomption. C'est la patronne de l'édifice. Elle a été réalisée en 1852 par l'orfèvre siennois Gaetano Macchi, qui l'a réalisée grâce aux dons des Bastiais. Elle est portée en procession chaque 15 août,.

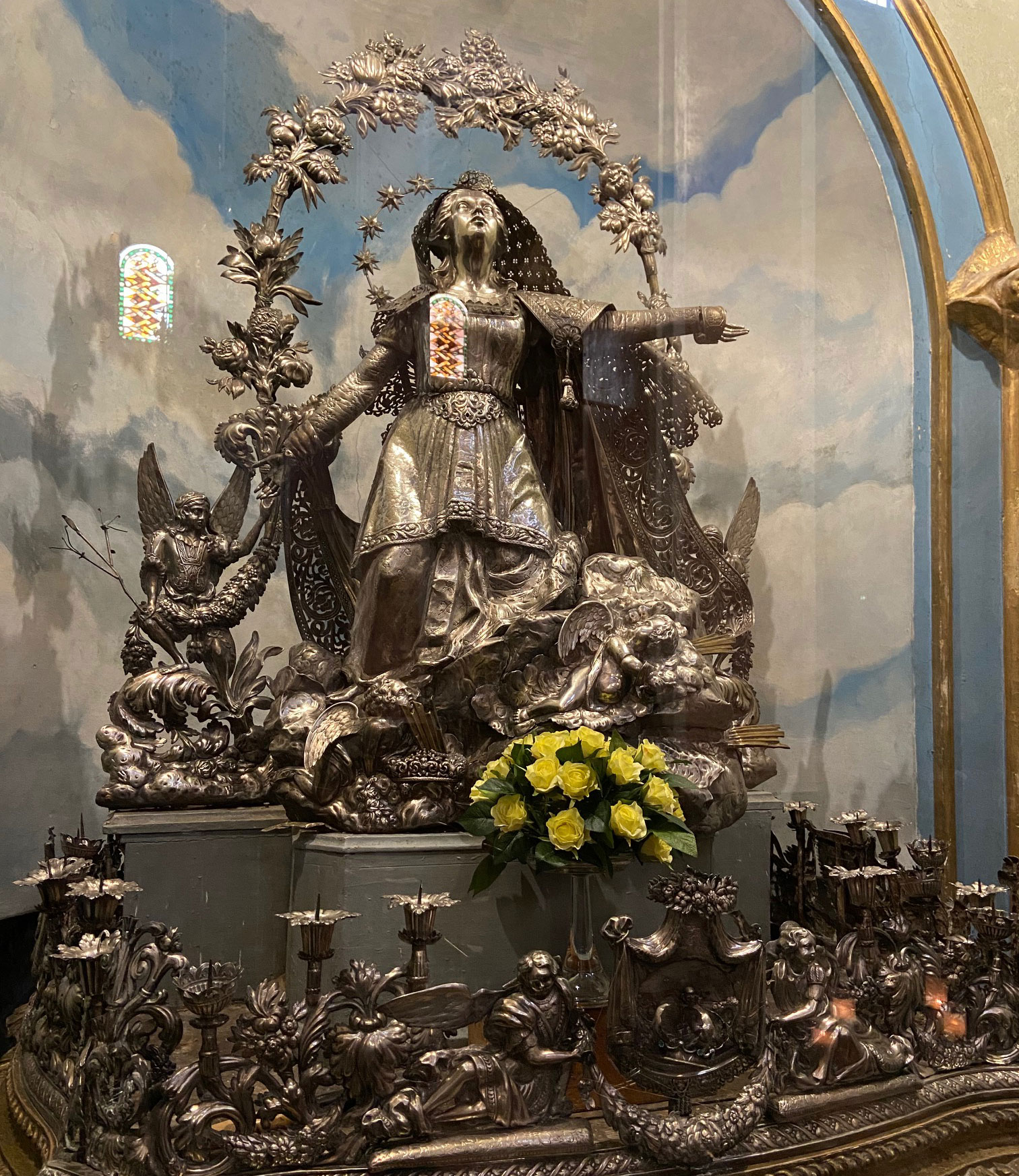
La statue de la Vierge d'argent réalisée par Gaetano Macchi (XIXe siècle).

### Les orgues
Les orgues du XIXe siècle sont l'œuvre des frères Serassi de Bergame.

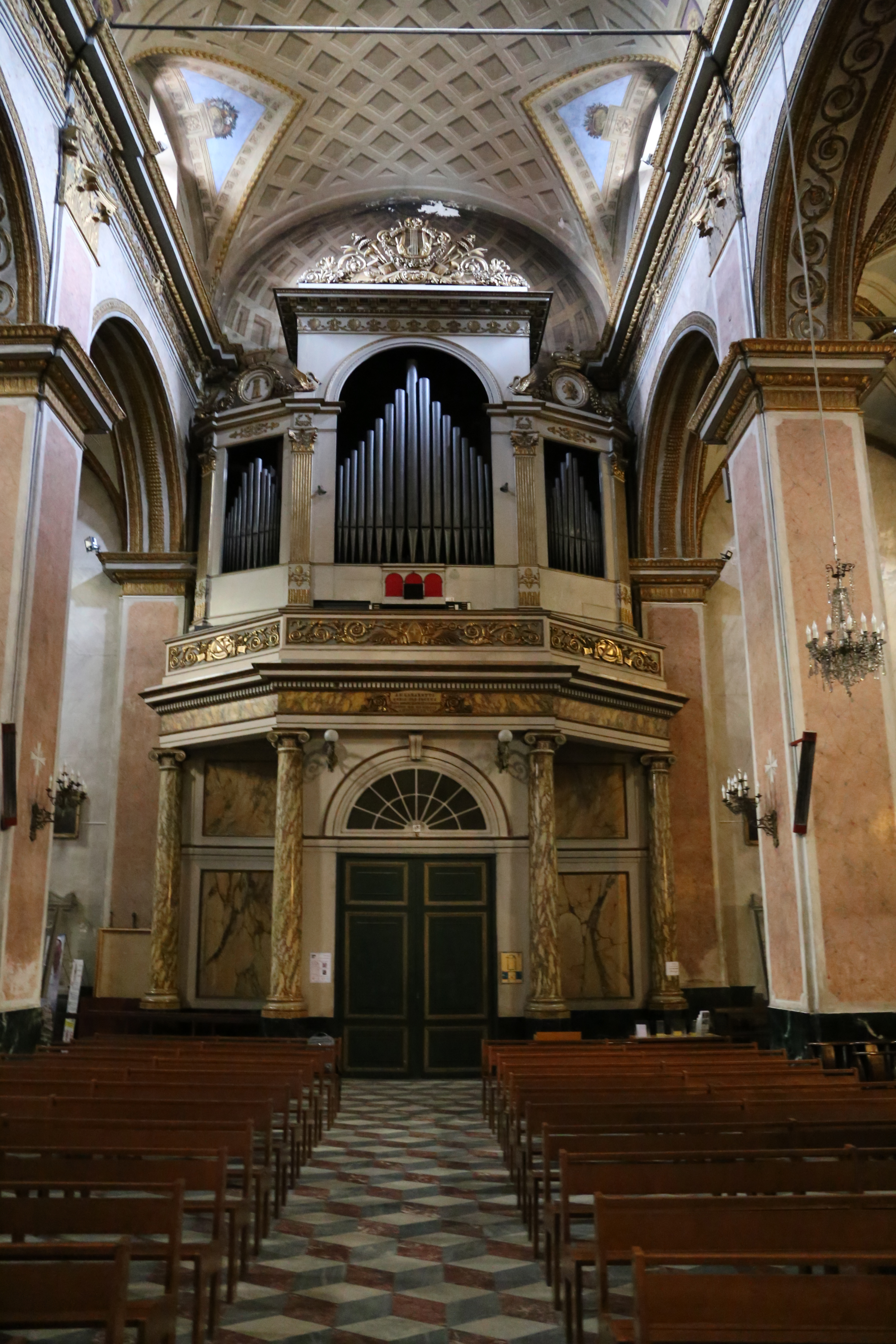
Les orgues.

## Les chapelles
1. Fonts baptismaux
2. Autel de Notre-Dame du Mont-Carmel
3. Statue de procession
4. Autel du purgatoire
5. Autel du Rosaire
6. Le chœur
7. Autel du Saint-Sacrement
8. Autel de Saint-Augustin
9. Autel de Sainte-Anne
10. Autel de la congrégation des Jardiniers et des VigneronsPlan de la cathédrale Sainte-Marie.

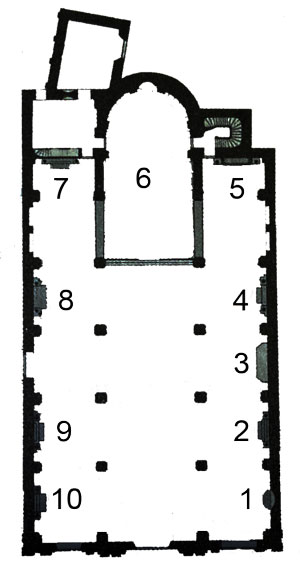
Plan de la cathédrale Sainte-Marie.

### Autel du Saint-Sacrement

#### L'Assomption de la Vierge, de Leonoro d'Aquila
Parmi les nombreux tableaux, on peut admirer une Assomption de la Vierge par Leonoro d'Aquila de 1512. C'est le plus ancien tableau de Bastia.

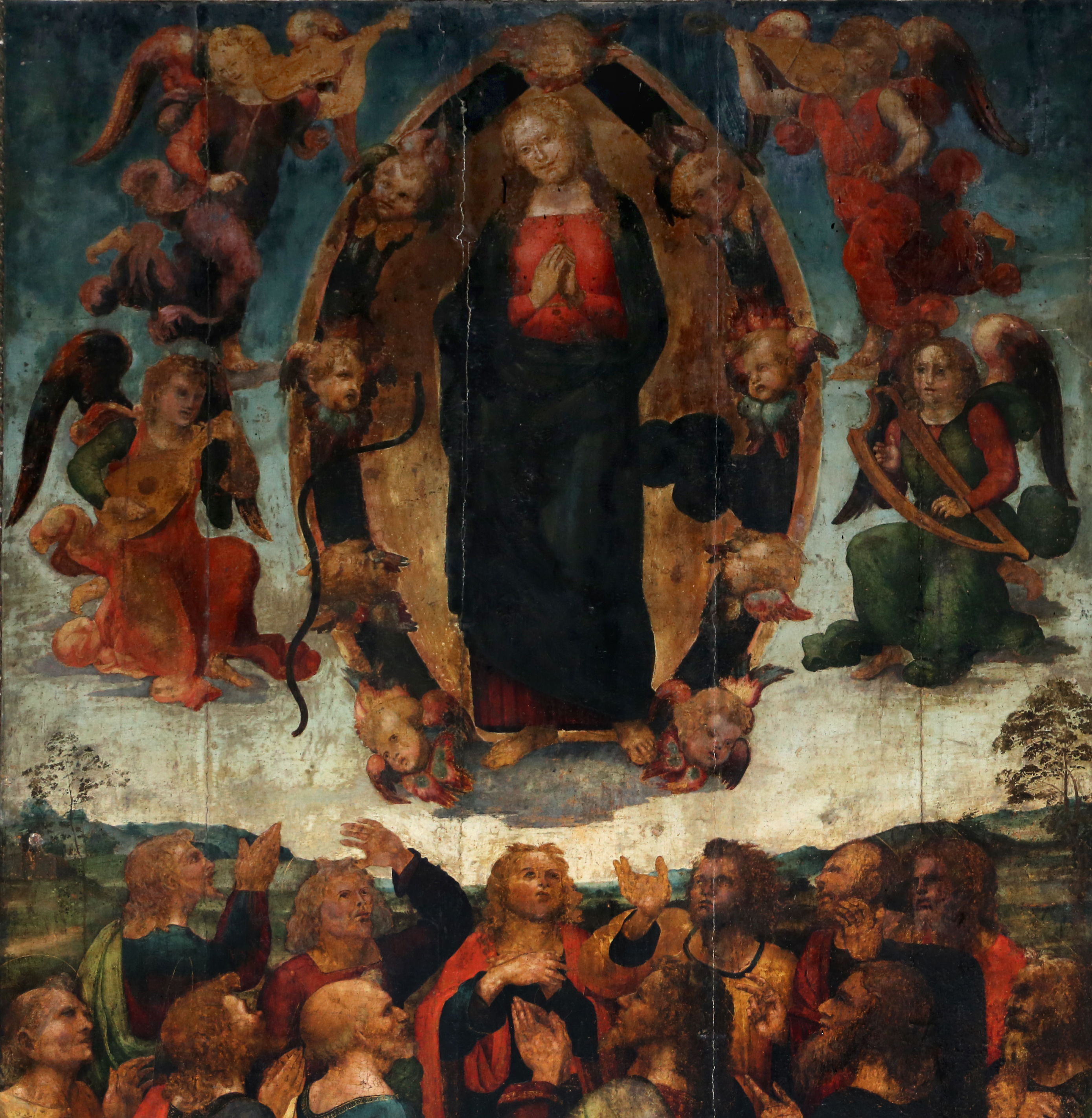
L'Assunzione di a Madonna, par Leonoro dell'Aquila (XVIe siècle).

#### La vision de Saint Antoine de Padoue
Dans la chapelle du Saint Sacrement, à gauche, se trouve une peintre d'Hortense De Luri-Flach, datée de 1901. Elle représente saint Antoine de Padoue aux pieds de la Vierge à l'Enfant, d'après une œuvre de Van Dyck.

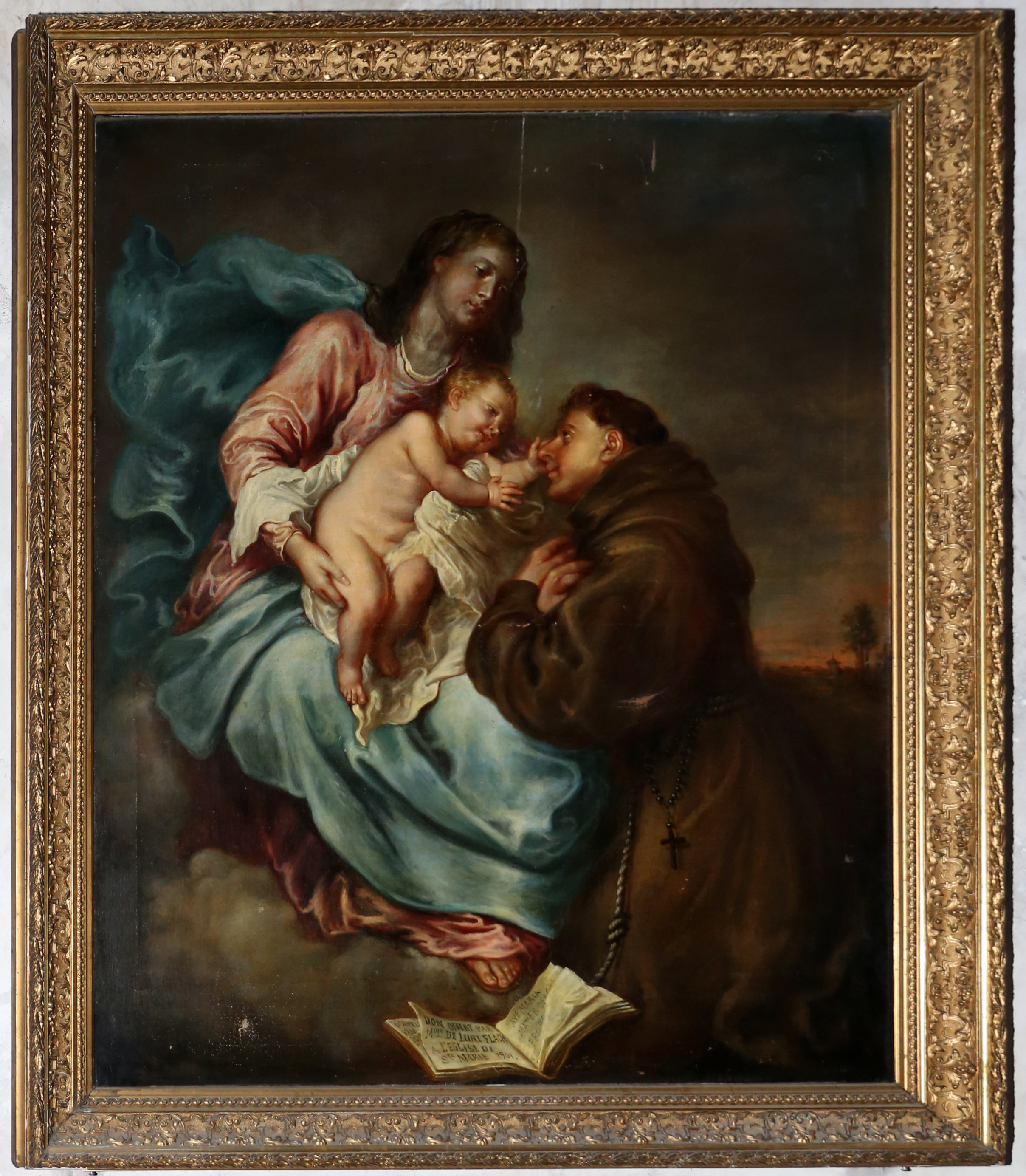
Le tableau d'Hortense De Luri-Flach.

#### Le pape Pie V recevant Don Juan d'Autriche après la victoire de Lépante
La travée qui précède l'entrée de cette chapelle est ornée d'un tableau provenant de la collection Fesch, daté du début du XVIIe siècle. Elle représente Pie V remettant le titre de vice-roi de Sicile à Don Juan d'Autriche, victorieux à la bataille de Lépante. Le tableau est attribué à Giovanni Paolo Cavagna. Il a été attribué à Francesco Brizzi.

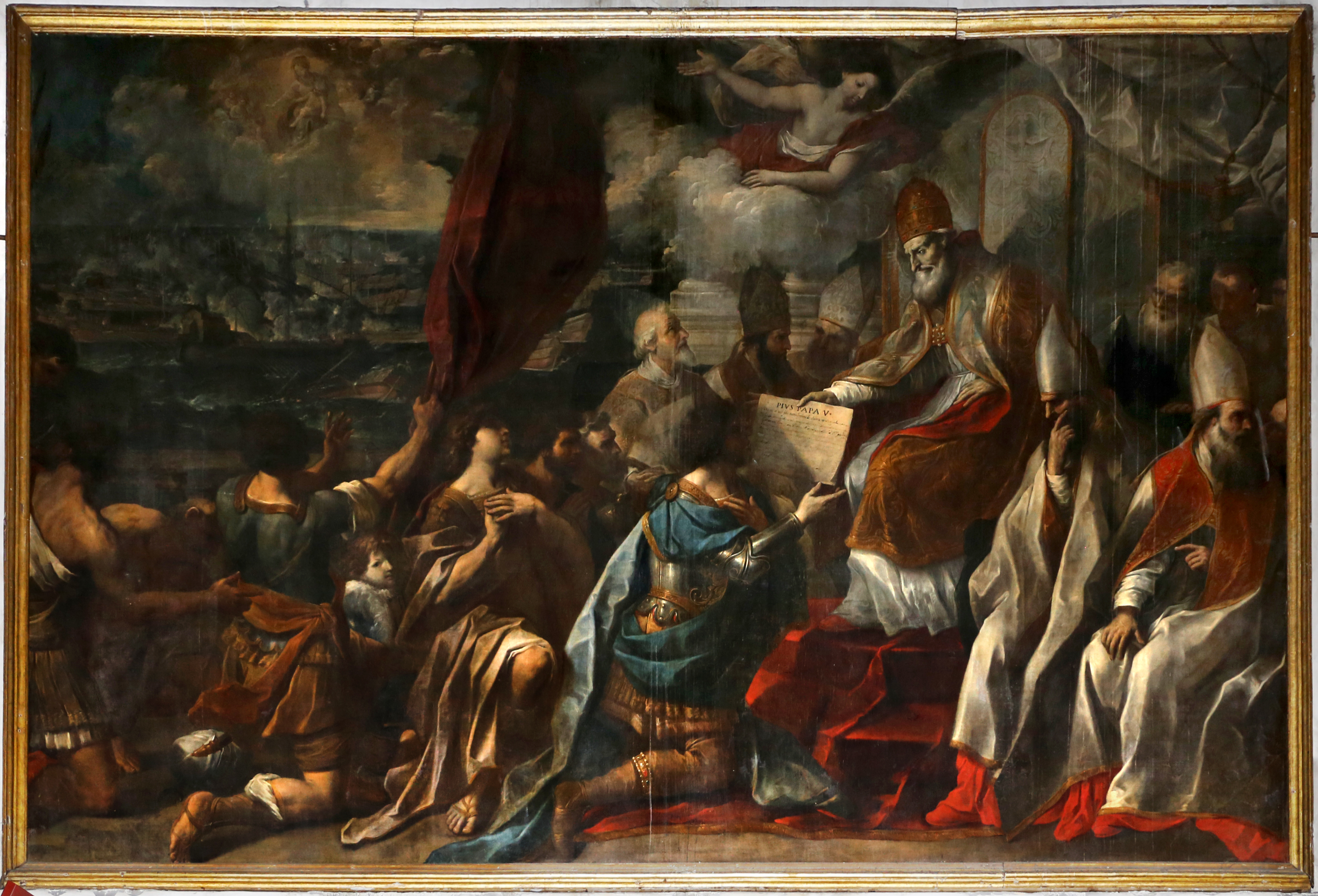
Le tableau de Giovanni Paolo Cavagna.

### Autel du Rosaire
La chapelle se trouve en tête du collatéral droit. Elle est ornée d'un grand tableau de l'école corse, datée des premières années du XVIIe siècle. La toile représente les plus hautes personnalités bastiaises aux pieds de Notre Dame du Rosaire : on y voit le gouverneur, son épouse et les notables de la ville, l'évêque à la barbe et aux cheveux roux. C'est vraisemblablement Mgr Geronimo del Pozzo. C'est sous son épiscopat que la cathédrale a été construite.

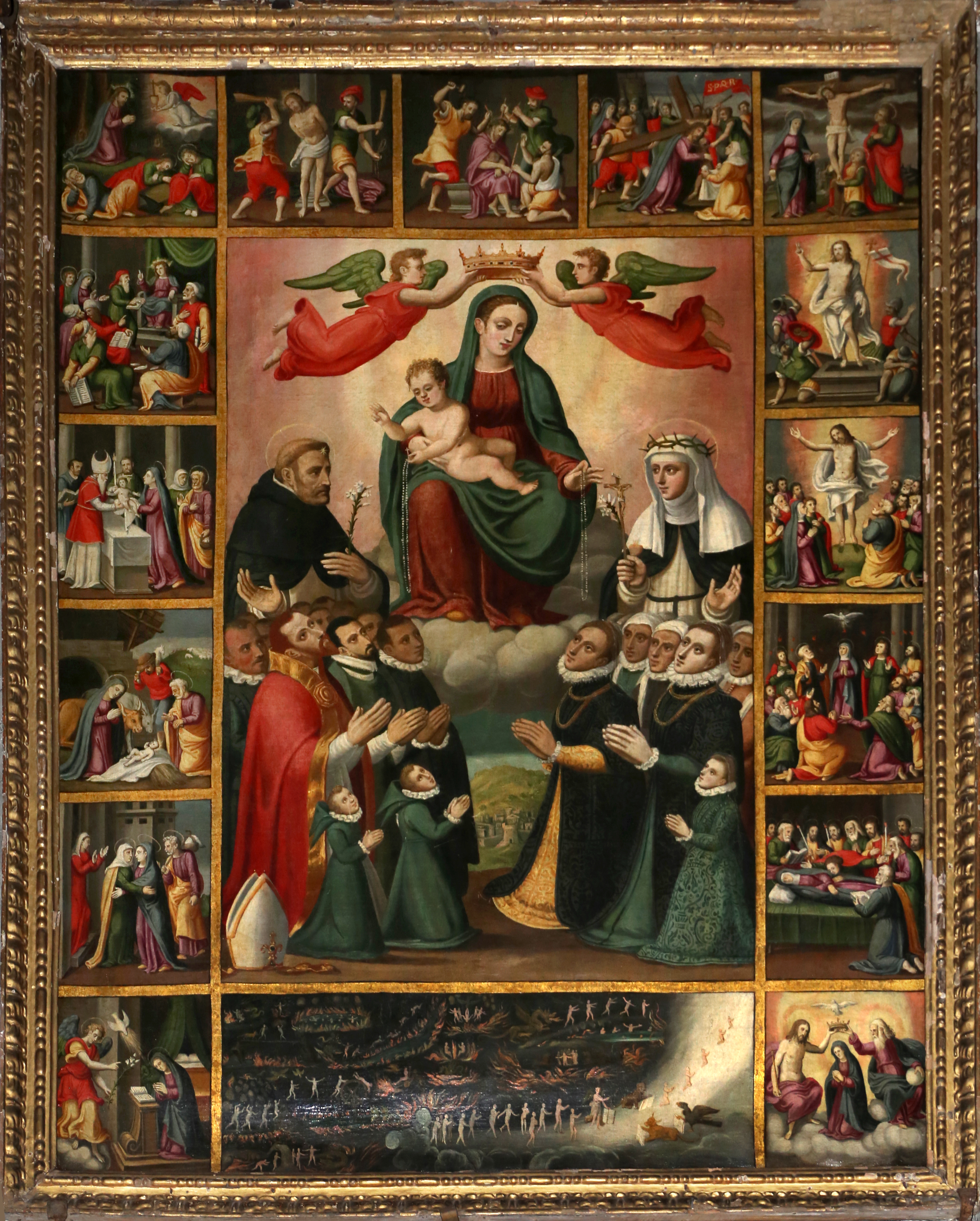
Notre Dame du Rosaire.

### Autel du purgatoire
C'est la troisième chapelle à gauche. Le tableau est l'œuvre du peintre génois Giuseppe Badaracco (1588-1657). Il représente la Vierge Marie et saint Joseph intercédant auprès de la Trinité. Dans la partie inférieure on peut voir les âmes damnées du purgatoire dans un brasier. Saint Michel Archange tient la balance du jugement. Deux anges portent secours aux âmes élues,.

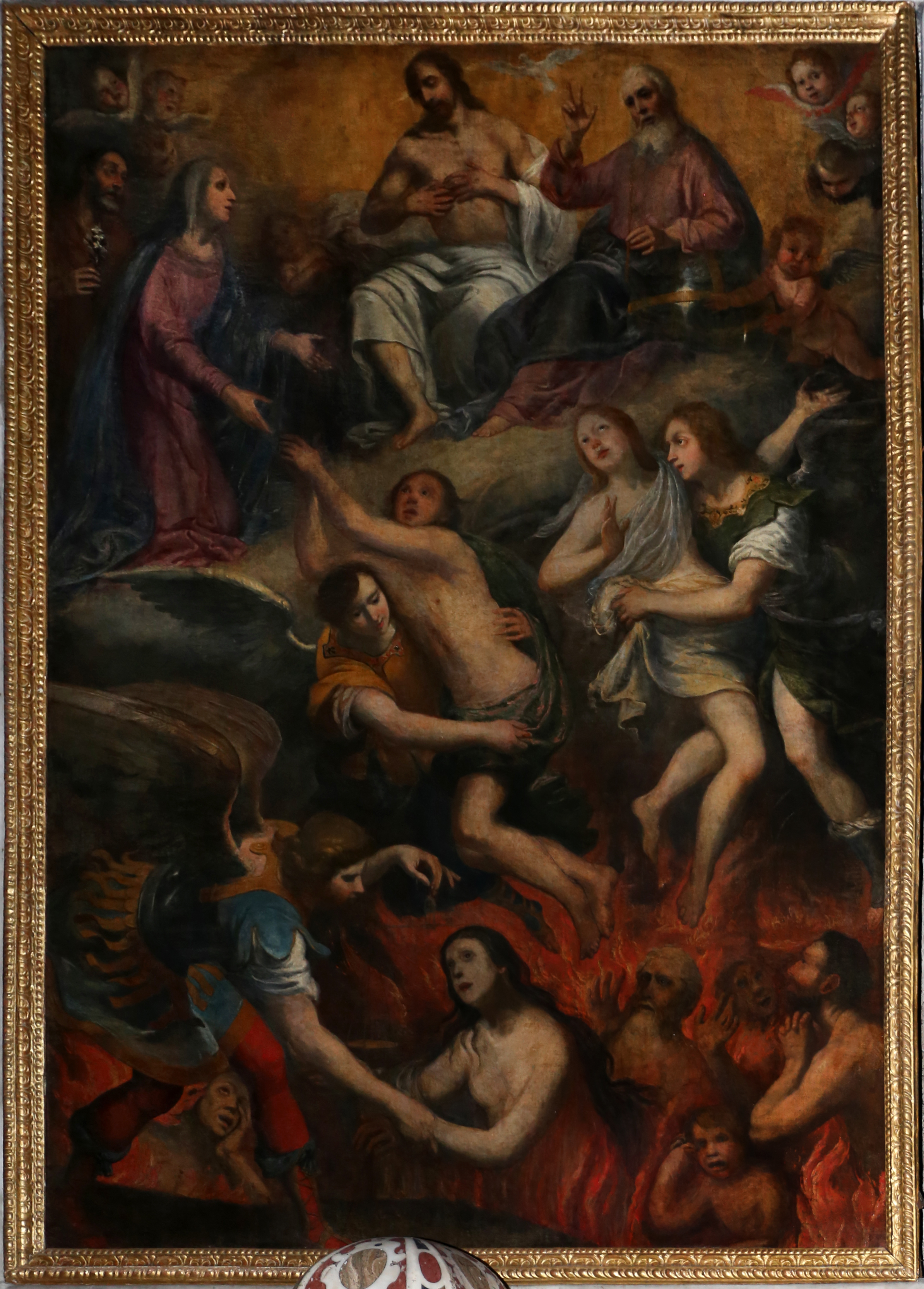

### Les fonts baptismaux
Les fonts baptismaux se trouvent dans le premier autel à droite. Ils datent du XVIIIe siècle. Dans la niche murale se trouve un groupe sculpté représentant saint Jean-Baptiste baptisant le Christ.

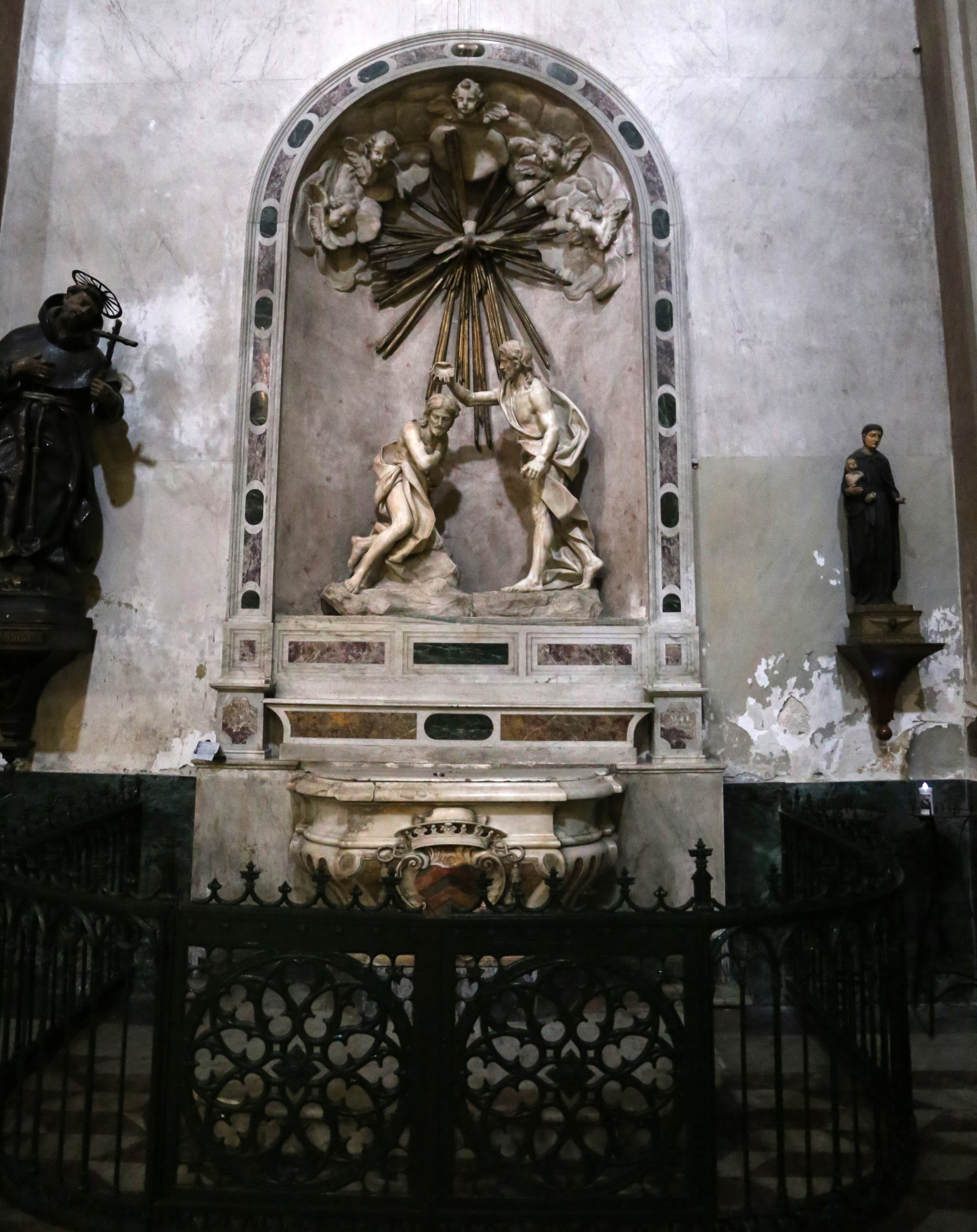
Les fonts baptismaux.

### Autel de la congrégation des Jardiniers et des Vignerons
C'est la première chapelle à gauche. Le tableau a été peint en 1806 par le bastiais Anton Benedetto Rostino. On y voit saint Martin à cheval partageant son manteau avec un pauvre. Saint Isidore, patron des laboureurs est représenté avec une bêche. Dans le registre supérieur c'est la Vierge à l'Enfant qui est représentée, avec sainte Zita de Lucques, protectrice des jardiniers.

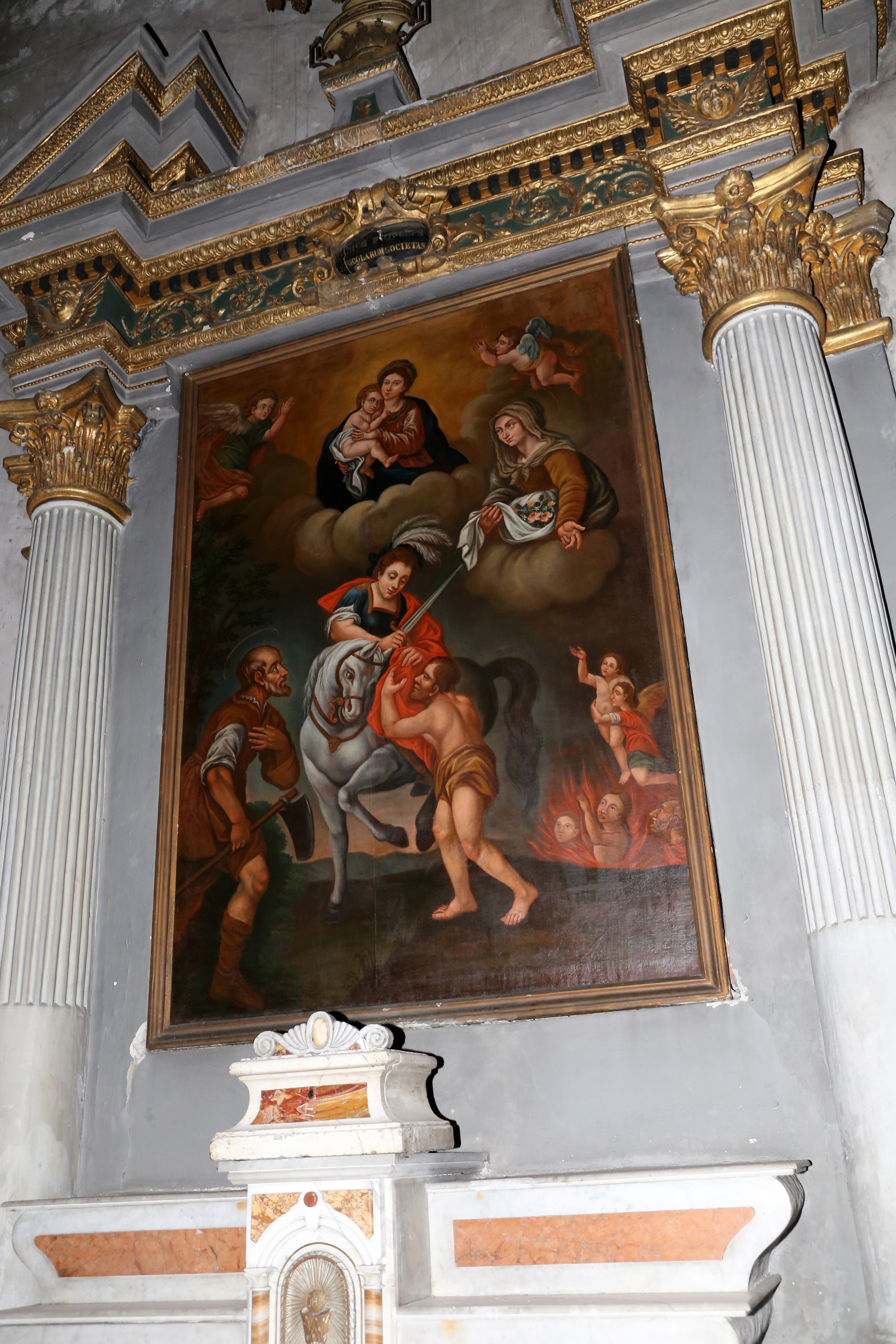
L'autel de la congrégation des jardiniers et des vignerons.

### Autel de Sainte Anne
C'est la deuxième chapelle à gauche. La tradition rapporte que cet autel provient du couvent désaffecté de Sant'Angelo (Sant'Anghjuli) de Bastia. La peinture de style baroque est signée du peintre bastiais Luigi Varese (1797-1852). Le tableau représente l'intercession de saint Charles Borromée auprès de la Vierge à l'Enfant pour les pauvres et les infirmes. Sainte Anne et saint Joachim apparaissent en retrait.

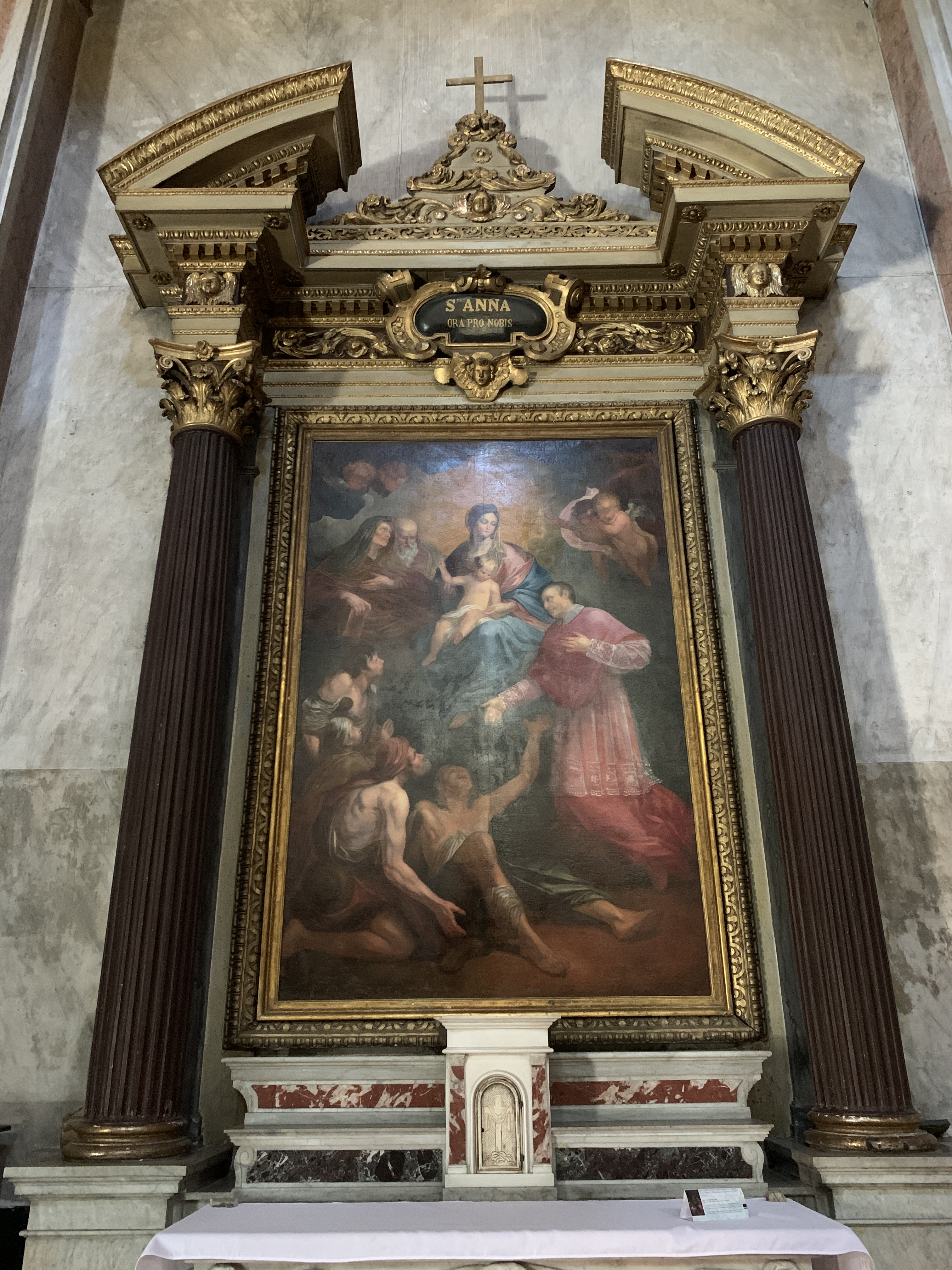
La chapelle dédiée à sainte Anne.

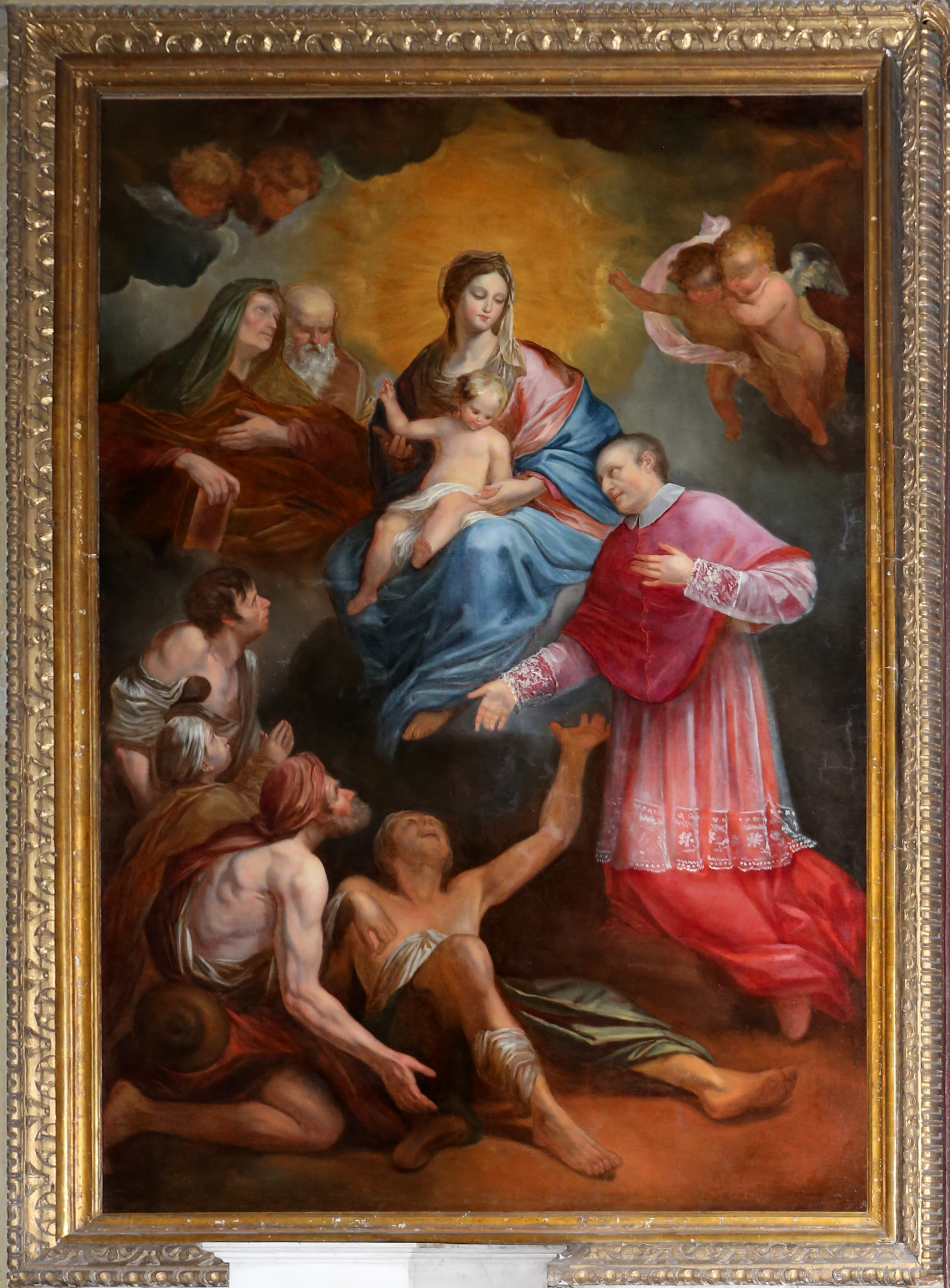
Le tableau du peintre bastiais Luigi Varese.

### Autel de Saint-Augustin
On peut y voir un tableau du peintre Ottavio Cambiaso, qui effectua l'essentiel de sa carrière à Bastia, de 1620 à 1640. Il est le fils du grand peintre génois Luca Cambiaso.
La peinture représente saint François de Sales, saint Antoine Abbé, saint Augustin et sainte Marie-Madeleine de Pazzi aux pieds du Christ en Croix. Elle est datée de la première moitié du XVIIe siècle. Saint-Augustin et sainte Marie-Madeleine sont agenouillés au premier plan. En arrière-plan on voit saint François de Sales à gauche et saint Antoine Abbé, à droite.

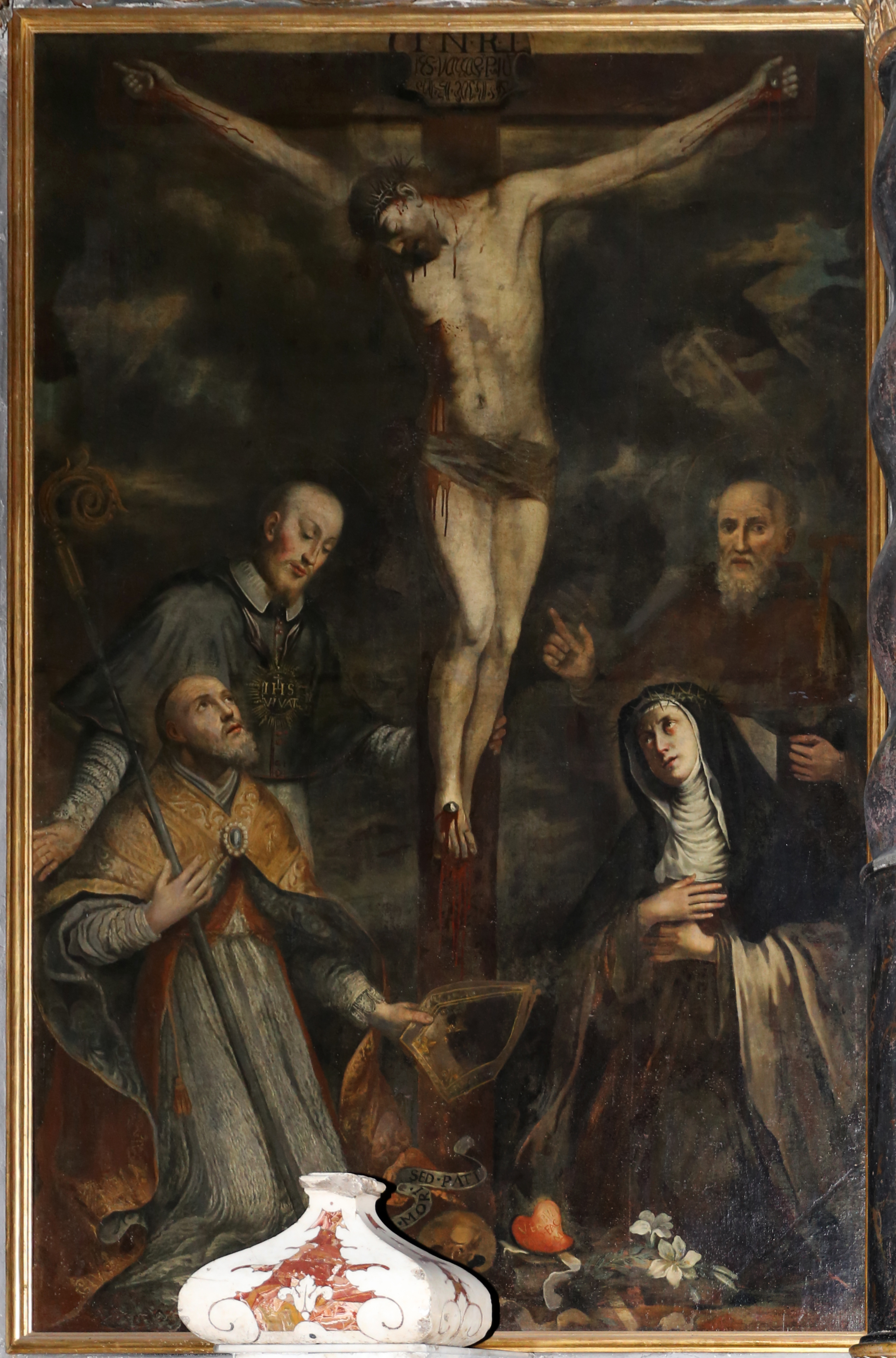
Saint François de Sales, saint Antoine Abbé, saint Augustin et sainte Marie-Madeleine de Pazzi aux pieds du Christ en croix.